# Gare de Edge Hill
Pour les articles homonymes, voir Edgehill.
La gare de Edge Hill est une gare ferroviaire située à Liverpool, en Angleterre du Nord-Ouest, le long de la West Coast Main Line. Elle est exploitée par la Northern Trains (en).
Ouverte pour la première fois le 15 septembre 1830 par la Liverpool and Manchester Railway, elle fait partie des premières gares de voyageurs au monde, avec celles de l'ancienne ligne de Liverpool à Manchester, à l'origine entre Crown Street et Liverpool Road.
Parallèlement à la construction de la gare de Lime Street, terminus desservant le centre-ville, Edge Hill est ré-ouverte en 1836 quelques centaines de mètres plus loin.
À ce jour, elle est une des plus anciennes gares de voyageurs encore en service. Dans son ensemble, elle est reconnue au titre de monument classé de grade II*.

## Histoire

### Première gare (1830 - 1836)

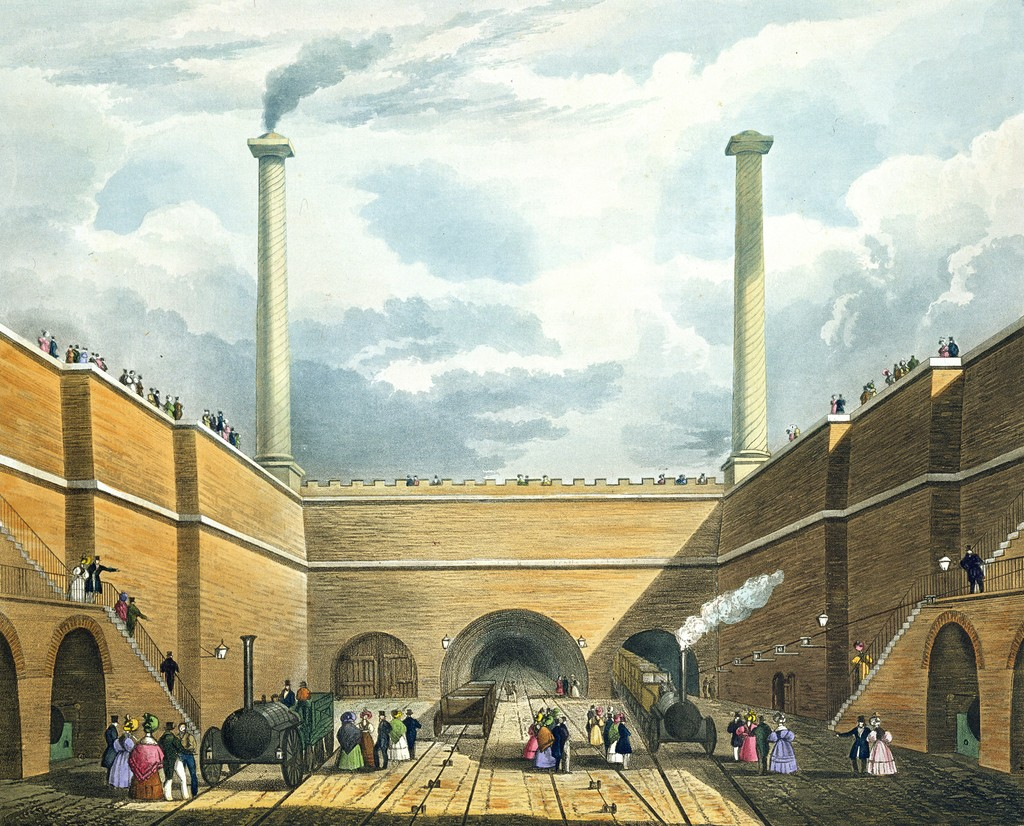
L'ancienne gare de Edge Hill.

La première gare est construite pour l'ouverture de la ligne entre Manchester et Liverpool, première ligne de passagers au monde, qui circulait alors entre Crown Street et Liverpool Road, gares désormais fermées. La ligne est exploitée jusqu'en 1845 par la Liverpool and Manchester Railway, avant d'être absorbée par la Grand Junction Railway puis par le London and North Western Railway en 1846.
La gare est sur le trajet du premier convoi ferroviaire de passagers au monde le 15 septembre 1830, emmené par la locomotive Fusée de George Stephenson, et ce à destination de Manchester. À ce titre, Edge Hill fait partie des premières gares ouvertes au monde, et l'une des rares plus anciennes au monde encore en service, avec les autres gares de la ligne originale.
Située dans une tranchée de grès, longue de 300 yards, soit 274 mètres, la gare est dominée à l'est par la Moorish Arch, littéralement « l'arche mauresque », qui servait alors à faire fonctionner le système de cordage pour remonter les trains depuis Crown Street. L'arche avait été construite par l'architecte John Junior Foster, et la station était dominée par ses deux cheminées surnommées les « piliers d'Hercule ».
À l'extrémité ouest, l'ancienne gare menait à trois tunnels.
Le tunnel central, le tunnel de Wapping, était le plus grand et menait aux docks de Wapping sur une pente de 2 250 yards, soit environ 2 km de long,.
Le tunnel au nord, quant à lui, était long de 291 yards, soit 266 mètres sur une forte pente, et était réservé aux trains de passagers en les menant à Crown Street.
Le tunnel du sud, au départ à vocation esthétique et utilisé comme lieu de stockage, fut par la suite prolongé et rejoignait le tunnel de Crown Street le long d'une pente en courbe.
Depuis l'ouverture de la nouvelle gare en 1836, l'ancienne demeure inutilisée et est fermée au public.

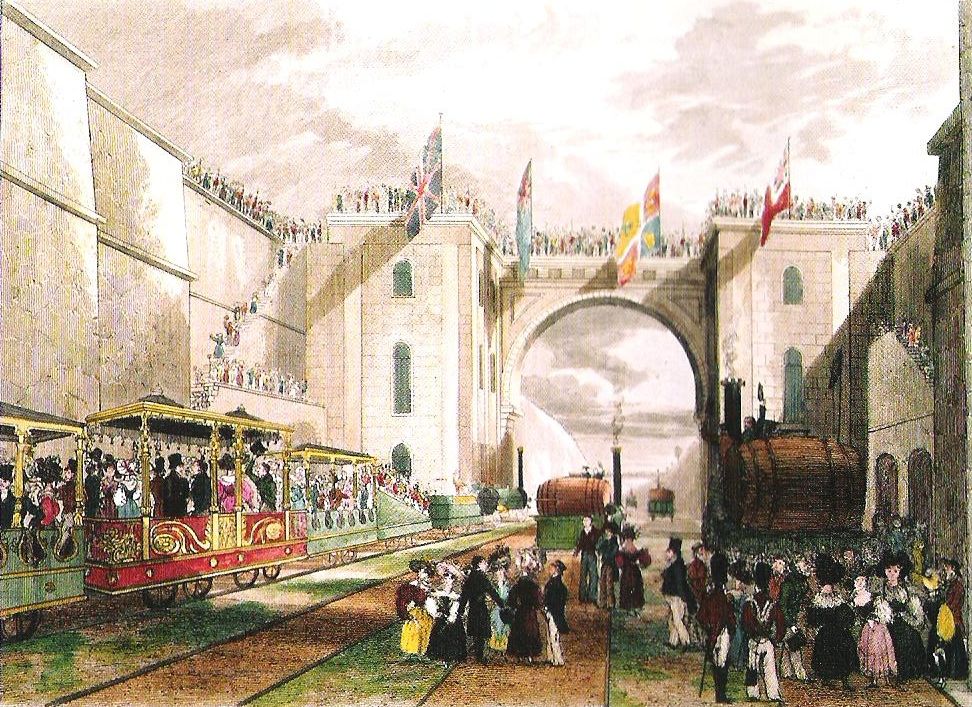
Edge Hill lors de son ouverture.
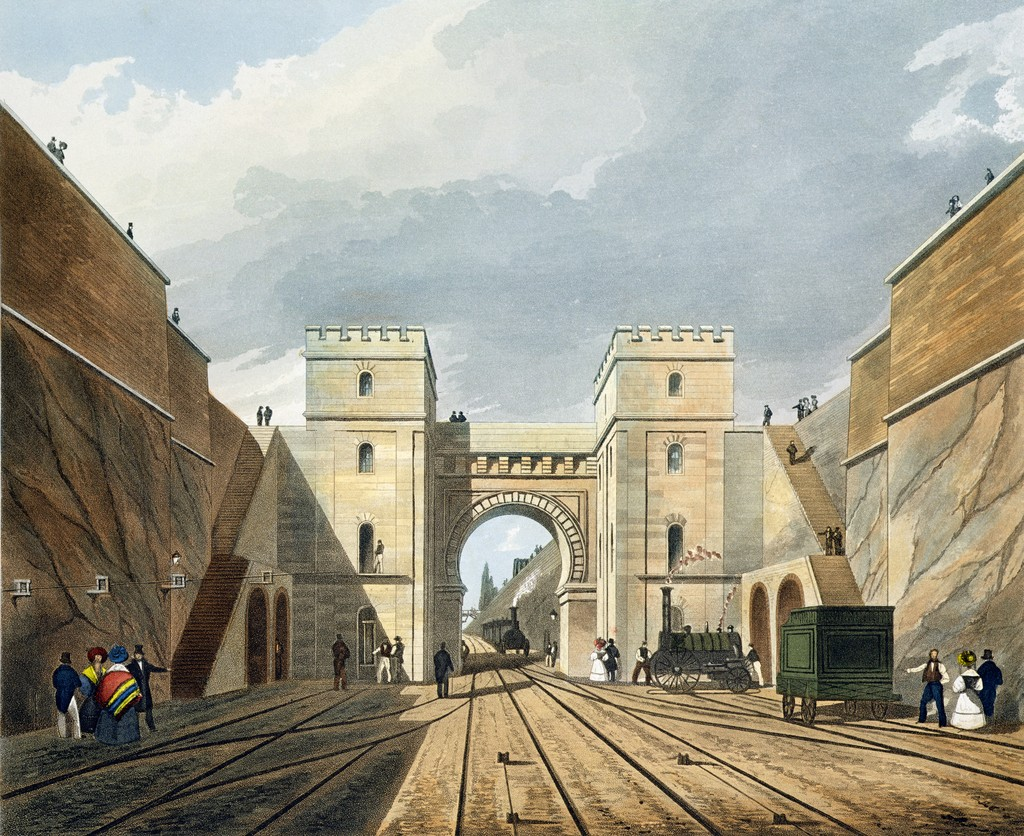
La Moorish Arsh, à l'extrémité est de l'ancienne gare.
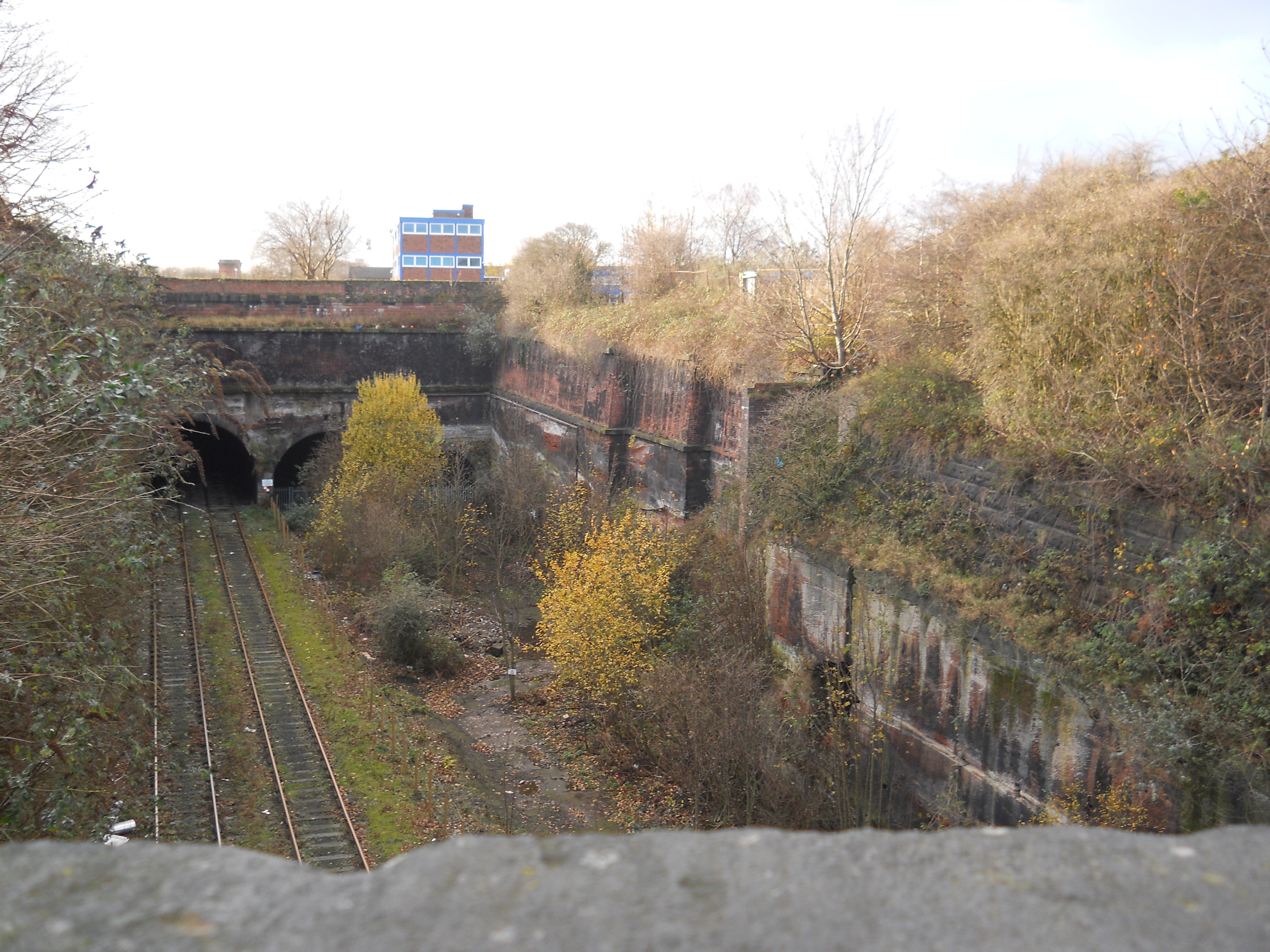
La tranchée de la gare et les tunnels en 2011.

## Situation ferroviaire
La gare est située le long de la West Coast Main Line, l'une des lignes les plus importantes du Royaume-Uni. Elle est la dernière gare avant le terminus de Lime Street, et est précédée par Wavertree Technology Park en direction de Manchester et par Mossley Hill en direction de Warrington.
Elle possède 4 quais et est desservie par les trains de la Northern Trains (en), les autres trains intercités y passant sans s'y arrêter.